# Kjell Isaksson
Kjell Isaksson (* 28. února 1948, Härnösand) je bývalý švédský atlet, který se věnoval skoku o tyči. V roce 1972 třikrát vylepšil hodnotu světového rekordu . Jeho osobní rekord má hodnotu 559 cm.
Třikrát reprezentoval na letních olympijských hrách. Nejlepšího výsledku dosáhl na své první olympiádě v roce 1968 v mexickém Ciudad de México, kde ve finále obsadil desáté místo (515 cm). O čtyři roky později na letní olympiádě v Mnichově skončil bez platného pokusu, když v kvalifikaci třikrát neuspěl na výšce 480 cm . V roce 1976 na letních hrách v kanadském Montrealu nedokázal ve finále překonat 520 cm a skončil jako Francouz François Tracanelli, Kubánec Roberto More a Kanaďan Bruce Simpson, kteří rovněž ve finále nepřekonali základní výšku. 
Dvakrát skončil stříbrný na mistrovství Evropy. V roce 1969 v Athénách i o dva roky později v Helsinkách vždy nestačil jen na východoněmeckého tyčkaře Wolfganga Nordwiga. Dvě stříbrné medaile získal také na halovém mistrovství Evropy (Vídeň 1970, Sofie 1971).